# Tour della nazionale maschile di rugby a 15 dell'Inghilterra 2008
La nazionale di rugby XV dell'Inghilterra, campione del mondo nel 2003, tra il 2008 e il 2011 viene affidata al vecchio capitano Martin Johnson e vive anni molto travagliati. Per prepararsi si reca sovente in tour nell'emisfero sud.
Nel 2008 si reca in Nuova Zelanda dove viene per due volte sconfitta dagli All Blacks 
| Arbitro: | Nigel Owens |

|                                                                                        |           |                                                          |
| mete: Smith 22' Carter 28' Muliaina 43' Sivivatu 46' trasf.: Carter 4 c.p.: Carter (3) | Marcatori | mete: Ojo 38', 72' trasf.: Barkley (2) c.p.: Barkley (2) |

| Arbitro: | Jonathan Kaplan |

|                                                                             |           |                                      |
| mete: Kahui, Carter, Nonu Lauaki, Cowan trasf.: Carter (4) c.p.: Carter (3) | Marcatori | mete: Care, Varndell trasf.: Barkley |